# 強制移住レビュー
『強制移住レビュー』（きょうせいいじゅうレビュー、Forced Migration Review, FMR）は、難民、国内避難民、無国籍事項を扱う、オックスフォード大学難民学習センターによる出版物。英語、アラビア語、スペイン語、フランス語版が無料で、世界1,100機関、177国の個人に配布されている。

## 活動・理念
- 活動従事者、研究者、避難民など多様な声の交換と伝達
- ウェブサイトで記事を公開
- 避難民交流の推進
- 避難民の社会における認知度の向上